# Miralles (Torà)
Miralles és una masia del municipi de Torà (Solsonès) inclosa a l'Inventari del Patrimoni Arquitectònic de Catalunya, també anomenada Miralles de Sant Cerni, per distingir-la de Miralles de Su del terme de Pinós.

## Situació
Està situada al nord-oest del petit nucli de Sant Serni, encimbellada sobre un turó al caire del marge esquerre de la riera de Llanera que circula enfonsada un centenar de metres per sota seu. Al sud s'estenen els camps de conreu de la masia, mentre que al nord una espessa obaga cobreix la costa fins al riu.
El camí per anar-hi surt de Sant Serni, a tocar del cementiri i l'església de Santa Maria (41° 50′ 38″ N, 1° 27′ 54″ E / 41.843840°N,1.465052°E), on es pren la pista que va cap a ponent. Es passa per davant de cal Pastoret i als 350 metres cal desviar-se a la dreta en direcció al nord. Enfront ja es veu Miralles on s'arriba als 900 metres.

## Descripció
Edifici de quatre façanes i tres plantes.

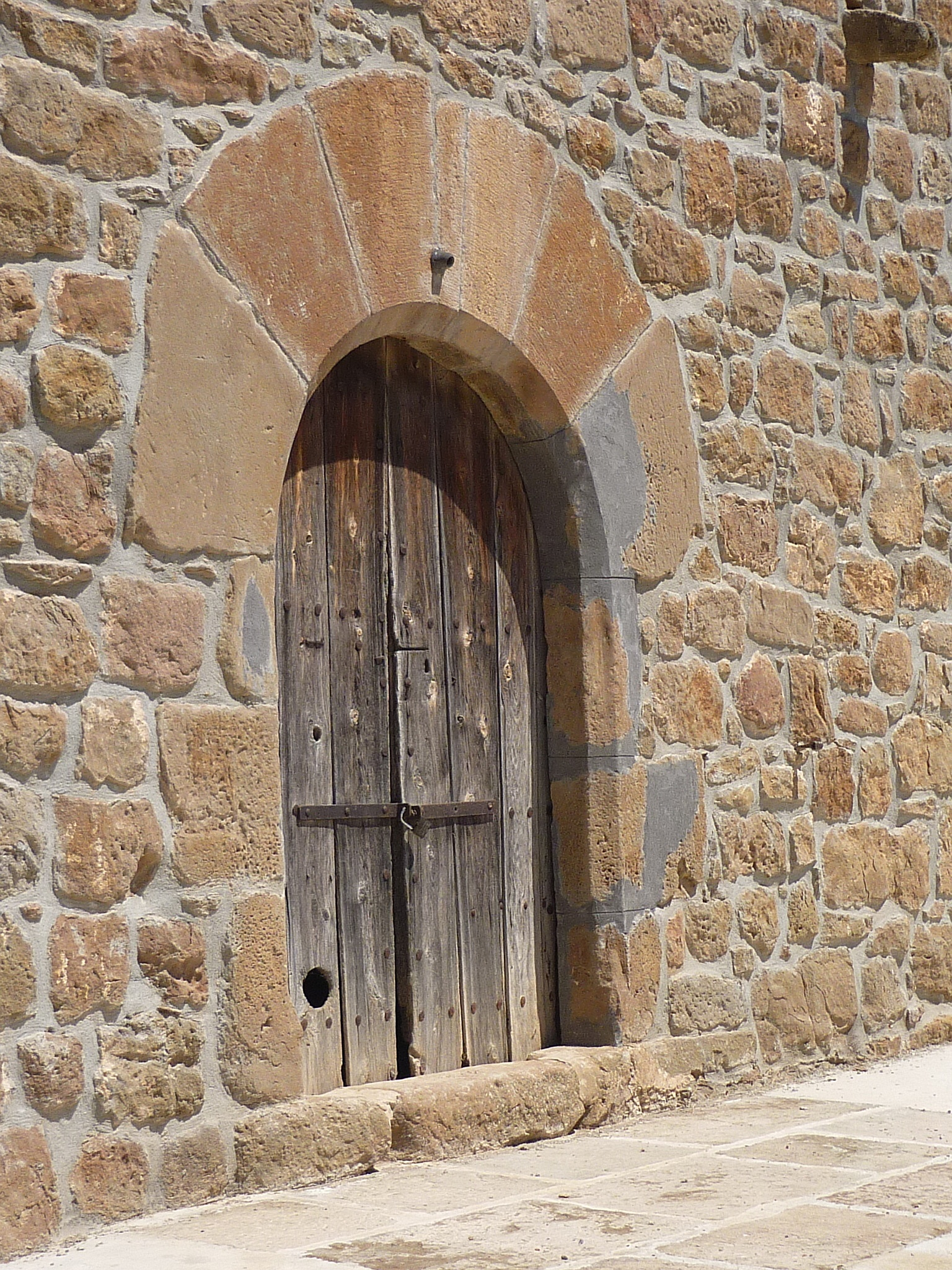
Portal

A la façana principal (sud), hi ha l'entrada principal d'arc de mig punt adovellat i porta de fusta de doble batent. A la seva dreta hi ha una altra entrada amb llinda de pedra. A la següent planta hi ha cinc finestres, les dues laterals amb llinda de pedra i ampit. Destacar que la segona finestra per l'esquerra, és geminada amb dos arquets de mig punt esculpits i que a la primera per l'esquerra a la llinda hi ha la data de 1767. A la façana oest, a la planta baixa hi ha una entrada amb llinda de pedra (on hi ha la data de 1767) i porta metàl·lica. A les dues darreres plantes hi ha una finestra. A la façana nord, hi ha diverses petites obertures a la part inferior. A la part superior hi ha finestres més grans, les dues de l'esquerra rectangulars i amb llinda de pedra i la de més a la dreta lleugerament apuntada. A la façana est, hi ha dues obertures a la part superior.
La coberta és de dos vessants (nord-sud), acabada amb teules.
Davant de la façana nord, hi ha un altre edifici de dimensions més petites a l'anterior que possiblement era un paller o corral.

## Història
La datació aproximada és de la segona meitat del segle xviii. Són evidents uns precedents medievals en el topònim.